# 朱时茂
朱时茂（1954年3月28日—），山东临沂人，生于烟台市福山县（现福山区)，中国小品、影视演员。1970年加入中国人民解放军福州军区话剧团。1977年拍摄电影《牧马人》进入影坛。1980年代中期始，与其搭档陈佩斯陆续创作并在数届中央电视台春节联欢晚会上演出了《吃面条》、《主角与配角》、《羊肉串》、《拍电影》等小品，获得广泛知名度。
其参与演出的电影作品还有《柯棣华大夫》、《道是无情胜有情》、《蓝鲸紧急出动》、《我只流三次泪》、《雾宅》以及电视剧《男人的风格》、《宝镜》、《芦笙恋情》、《长江第一漂》。作为电影导演亦曾执导《戒烟不戒酒》、《爱情不NG》等作品。

## 生平
朱时茂1970年参加中国人民解放军，为福州军区话剧团演员，1975年，朱时茂首次尝试饰演影片中《西沙儿女》中的傅海龙，但该片由于种种原因未能登上银幕。
朱时茂于1983年正式调入八一电影制片厂。1984年，朱时茂与陈佩斯合作的小品“吃面条”一炮走红，开创了小品的先河，并成为了八十、九十年代家喻户晓的喜剧演员。由于年龄及其他因素，朱时茂逐渐淡出影坛，但其形象受到了广大观众的欢迎。另外，朱时茂还成功在八十年代的多部影片中饰演男主角，例如与丛珊合作的《牧马人》，甚至成为当时老百姓茶余饭后必谈的内容。
2011年2月3日朱时茂的导演处女作《戒烟不戒酒》在大陆上映。2012年又执导了爱情片《愛情不NG》。

## 状告央视侵权遭封杀
中国中央电视台下属的中国国际电视总公司在未经许可的情况下出版发行了陈佩斯和朱时茂在历届央视春晚上小品表演的VCD光盘，2000年，陈佩斯和朱时茂将该公司告上法庭，状告中国国际电视总公司侵权，法院判决被告中国国际电视总公司立即停止侵权，登报道歉，并赔偿陈佩斯和朱时茂二人经济损失333293元。从此陈佩斯和朱时茂两人便遭央视封杀。2004年陈佩斯在接受采访时表示，中国国际电视总公司一直到今天（2004年）还在侵权，拒不执行法院判决，33万元赔偿也无法要回。至于央视对他们的封杀，陈佩斯表示在状告央视前，他和朱时茂就想到这样的结果，但没后悔。

## 外部連結
- 朱时茂的新浪微博
- 朱时茂在互联网电影资料库（IMDb）上的資料（英文）（英文）
- 朱时茂在香港影庫上的簡介
- 朱时茂在豆瓣上的资料（简体中文）
- 朱时茂在时光网上的簡介（简体中文）